# Onthophagus monapoides
Onthophagus monapoides är en skalbaggsart som beskrevs av Bates 1888. Onthophagus monapoides ingår i släktet Onthophagus och familjen bladhorningar. Inga underarter finns listade i Catalogue of Life.